# Triversa
Il Triversa è un torrente del Piemonte che scorre in Provincia di Asti, tributario in sinistra idrografica del Borbore. Il perimetro del suo bacino è 93 km. Il torrente dà il nome alla comunità collinare Valtriversa, che comprende buona parte del suo bacino idrografico.

## Percorso

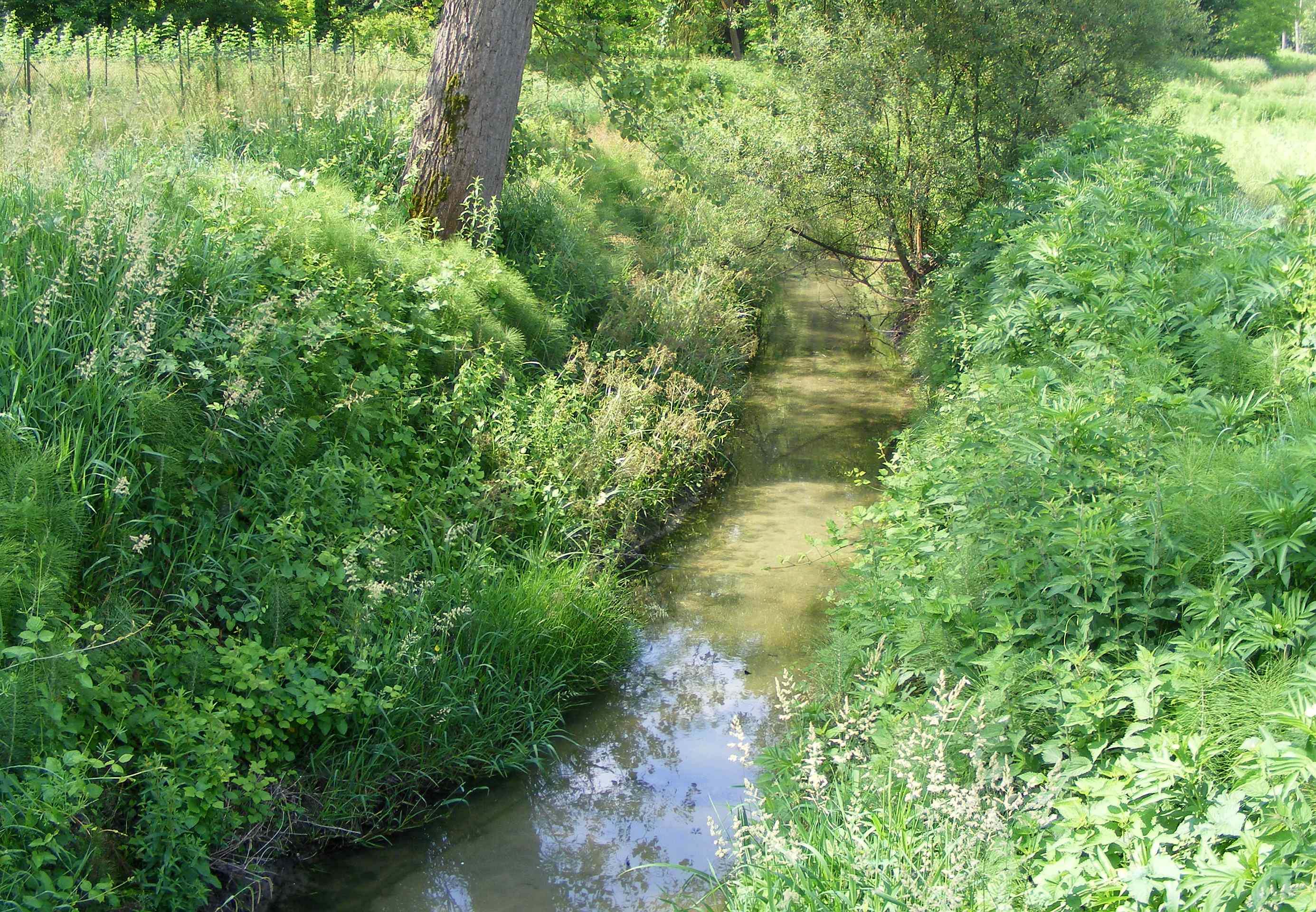
Uno dei rami sorgentizi, il rio Meina

Il Triversa si origina dalla confluenza di alcuni rami sorgentizi che drenano buona parte del Monferrato nord-occidentale. Il più lungo tra questi, il rio Meina (anche trascritto come Meinia o Mainia), nasce sul versante meridionale del bric Ausano (511 m) al confine tra i comuni di Moransengo-Tonengo e di Aramengo.
Dopo aver ricevuto i contributi del Rio Fainasco e del Rio Oppi nei pressi della frazione Braia (Aramengo) la sua valle si allarga e il corso d'acqua viene affiancato dalla ex SS 458 che lo seguirà fino a Gallareto.
Scendendo verso sud il rio Meina passa tra Cerreto e Piovà Massaia e, superato Gallareto, riceve da destra l'importante contributi del rio del Vari. Con il nome di rio Vernetto segna quindi il confine tra i comuni di Capriglio e di Montafia; nei pressi di questo secondo centro abitato a quota 186 m s.l.m. raccoglie da destra le acque del rio Nissone e cambia nuovamente nome diventando finalmente il torrente Triversa.
Ancora con percorso nord-sud raggiunge Villafranca d'Asti e la confluenza con il suo più importante affluente, il torrente Traversola (1.1m³/s). Sempre a Villafranca il Triversa viene affiancato dall'Autostrada A21 e dalla Ferrovia Torino-Genova e, poco a valle del paese, raccoglie da destra l'apporto idrico del rio di Valle Maggiore (0.2m³/s) e prende a scorrere decisamente verso est. Ricevute infine da sinistra le acque dei rii Castellero e Monale (0.4m³/s) ruota il proprio corso di nuovo in direzione sud e si getta nel Borbore a 136 m s.l.m. al confine tra i comuni di Asti e di Celle Enomondo.

## Affluenti principali
In destra idrografica:

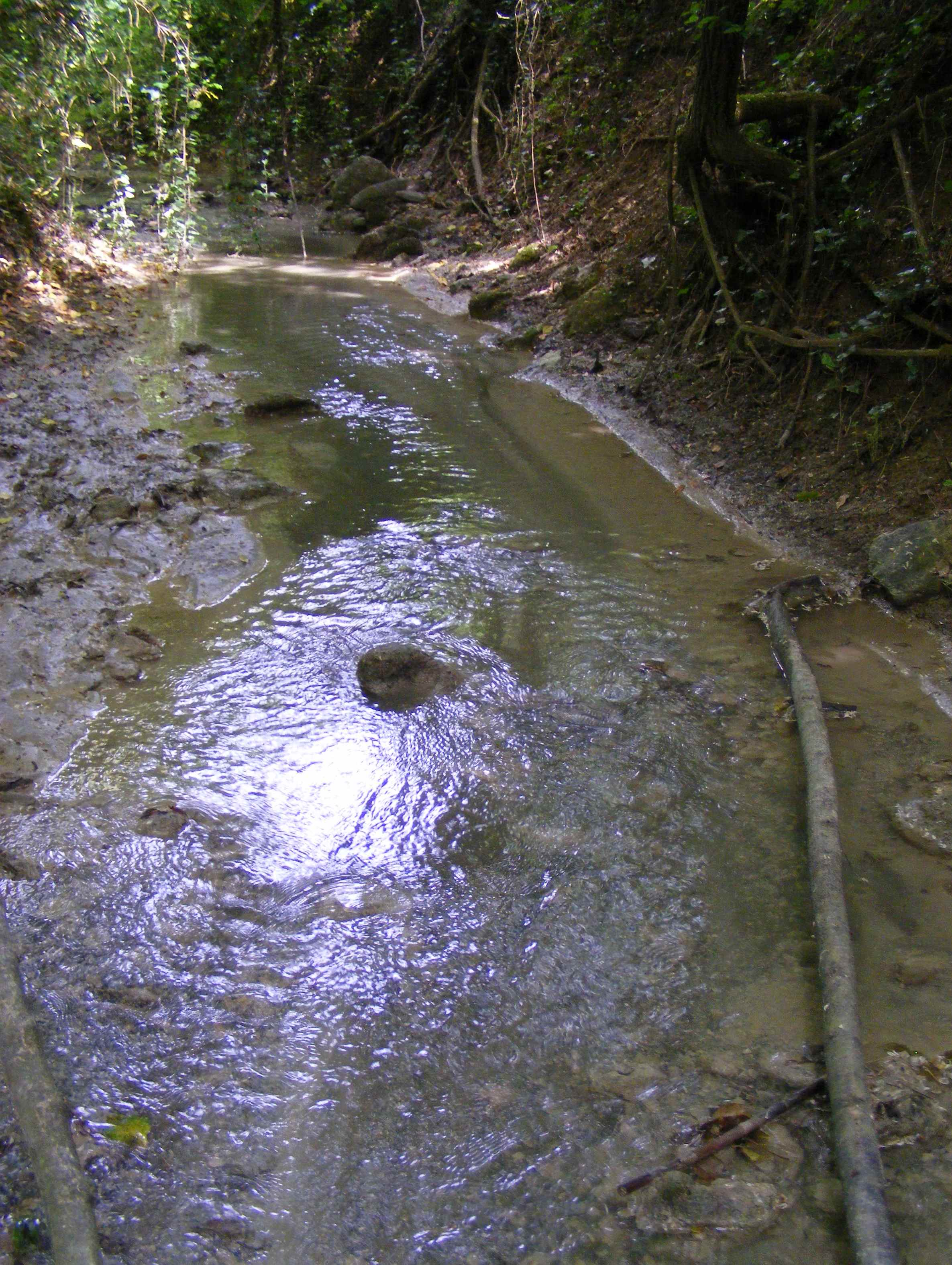
Il rio Muscandia

- rio del Vari: nasce con il nome di Rio Freddo nei pressi di Gonengo (fraz. di Aramengo); raccolte le acque che scendono da Albugnano nella valletta del Rio Muscandia a Boscorotondo (fraz. di Passerano Marmorito) prende il nome di Rio del Vari. Raggiunge poi Montafia confluendo nel Rio Meina, il quale a sua volta darà origine al Triversa;
- rio Nissone: nasce nei pressi di Albugnano e, dopo aver lambito Pino d'Asti e Mondonio, va a gettarsi nel Triversa a Montafia;

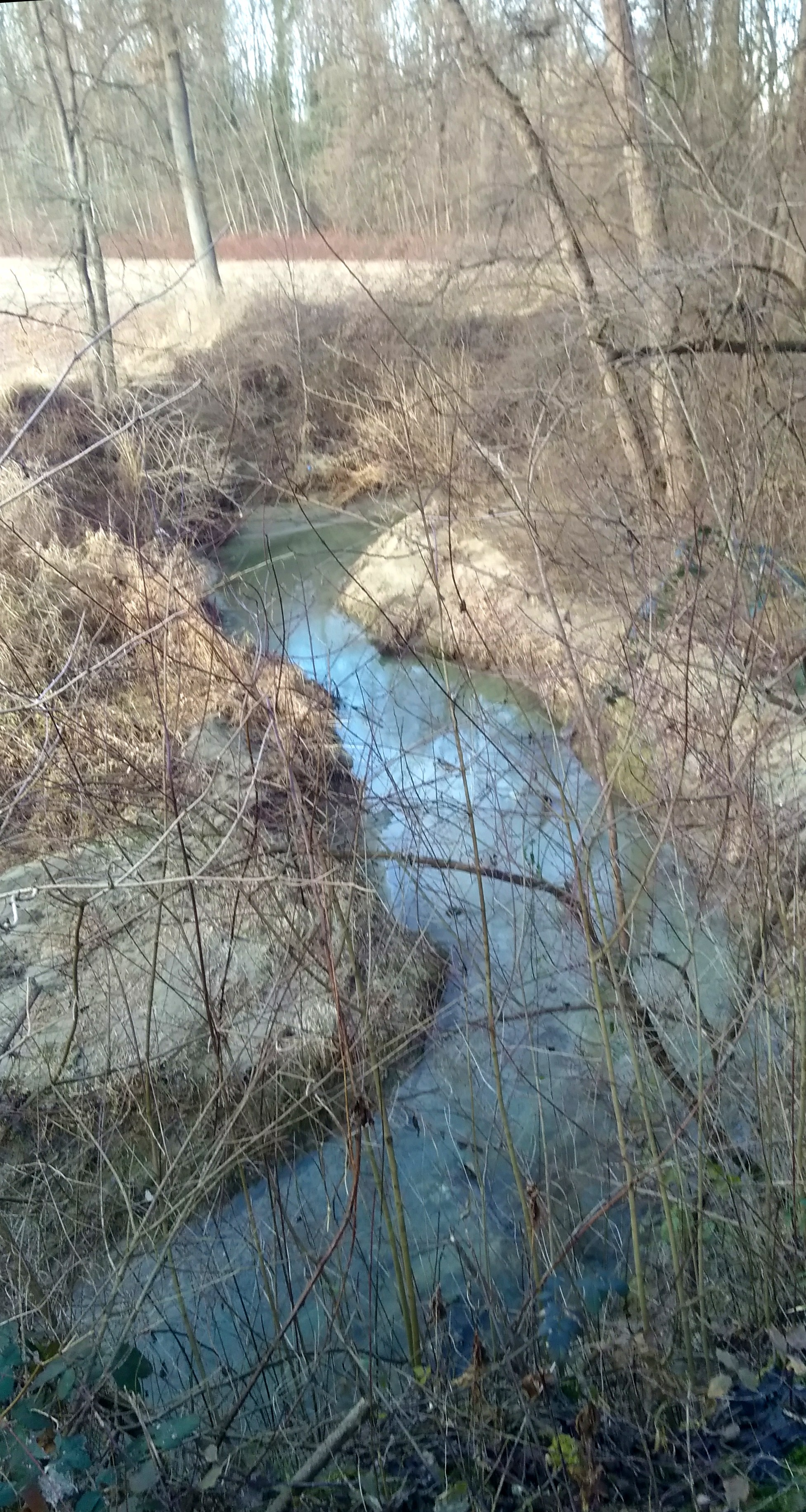
Il torrente Traversola

- torrente Traversola (o Traversole[4]): nasce tra Cinzano e Berzano San Pietro e nei pressi di Castelnuovo Don Bosco riceve da sinistra il contributo idrico della valletta dove si trova l'Abbazia di Vezzolano. Con il nome di Rio della Valle si dirige verso sud avendo a destra la scarpata con la quale la pianura chierese cede il passo al Monferrato e a sinistra una dorsale collinare che lo separa dal vicino corso del Triversa. All'altezza di San Paolo Solbrito assume il nome di Traversola e comincia a piegare il proprio corso verso sud-est. Entrato in comune di Villafranca riceve da destra il contributo del suo principale affluente, il Rio Stanavasso, e raccoglie così le acque provenienti dalla zona di Valfenera e Ferrere; confluisce dopo poco nel Triversa;
- rio di Valle Maggiore: nasce a nord di Cisterna d'Asti e dopo essere passato in comune di Ferrere si getta nel Triversa poco a valle di Villafranca.

In sinistra idrografica:
- rio Oppi: si tratta di un breve corso d'acqua che scorre tra i comuni di Moransengo-Tonengo, Aramengo e Cocconato;
- rio Castellero: forma la breve valle orientata in senso nord-sud che collega Castellero con Baldichieri;
- rio di Monale: nasce a Cocconato e forma una lunga vallata collinare parallela a quella del Triversa assumendo diversi nomi: rio Bravie nei pressi di Piea, quindi rio di Cortazzone ed infine rio di Monale nel tratto tra Monale e Baldichieri, paese poco a valle del quale termina il suo corso nel Triversa.
- Rio di Fainasco nasce dal laghetto della Nossala presso masio. Forma una breve valle poco prima che confluisca nel Rio Mainia.
- Rio grande di Serralunga, nasce presso Casa Giacarin e forma una breve valle per poi confluire nel Triversa.
- Valle Pertusa nasce presso Valpersoa e dopo aver raccolte le acque di altri brevi rii  fluisce nella triversa.

## Regime idrologico
Il regime del torrente è tipicamente pluviale in quanto, data la bassa quota altimetrica media del suo bacino, l'accumulo invernale di precipitazioni nevose è in genere trascurabile. 
Le magre estive sono notevoli mentre in autunno e in primavera il Triversa è esondato in varie occasioni provocando danni a volte ingenti. 
L'area più critica è quella a valle della confluenza del Traversola, dove i danni possono essere aggravati da concomitanti ondate di piena del Borbore e degli altri corsi d'acqua che convergono su questo tratto di vallata. 
Il Triversa ha allagato la zona sia durante l'alluvione del novembre 1994 che in quelli del dicembre 2008 e dell'aprile 2009, anche se con aree interessate e danni di minore entità rispetto al 1994.

## Utilizzi e stato ambientale
Le acque del Triversa subiscono numerosi prelievi a scopo irriguo che riducono la portata del torrente specie nel suo tratto più a valle.
Nel biennio 2003-2004 lo stato ambientale del Triversa era stato classificato come sufficiente dalla rete di monitoraggio delle acque superficiali gestita per conto della Regione da ARPA Piemonte, anche se nel torrente sono state rilevate concentrazioni non trascurabili di diserbanti come la terbutilazina.
A causa del cambiamento climatico molti dei tributi minori si sono prosciugati e il livello dell'acqua del fiume si è notevolmente abbassato a causa della mancanza di acque sotterranee e di pioggia.